# Elodes denticulata
Elodes denticulata es una especie de coleóptero de la familia Scirtidae.

## Distribución geográfica
Habita en Italia.